# Melibiose

SNFG-Darstellung der Melibiose

Melibiose ist eine natürlich vorkommende organische Verbindung aus der Gruppe der Disaccharide. Es setzt sich ebenso wie Lactose aus Glucose und Galactose zusammen, die jedoch eine andere Verknüpfung aufweisen, konkret eine (α1→6)-glycosidische Bindung. Somit ist es das Anomer von Allolactose.

## Vorkommen und biologische Bedeutung
Melibiose kommt beispielsweise in Birkensaft vor. Sie entsteht neben Fructose bei der Hydrolyse von Raffinose, beispielsweise durch Mikroorganismen. Nicht alle Mikroorganismen verfügen auch über Enzyme zum Spalten der Melibiose, was schon zur Unterscheidung von Hefe-Arten herangezogen wurde, da von den in der Lebensmittelproduktion häufig eingesetzten Arten Saccharomyces cerevisiae keine Melibiose abbauen kann, Saccharomyces carlsbergensis jedoch dazu in der Lage ist. Menschen können (α1→6)-verknüpfte Saccharide nicht verdauen, sie werden jedoch von Darmbakterien metabolisiert.